# 門真市立上野口小学校
門真市立上野口小学校（かどましりつ かみのぐちしょうがっこう）は、大阪府門真市にある公立小学校。通称「上小」（かみしょう）。

## 沿革
- 1971年4月 - 門真市立大和田小学校内にプレハブ校舎を併設し分離開校
- 1971年6月 - 校章決定
- 1971年7月 - プール完成
- 1971年9月 - 新校舎（現在地）に移転
- 1972年2月 - 創立記念日制定
- 1972年4月 - 体育倉庫、資材倉庫、自転車置き場完成
- 1973年2月 - 校歌制定
- 1973年3月 - 体育館完成、校舎を増築
- 1977年11月 - 校舎を増築
- 1982年4月 - 校訓制定
- 1987年8月 - 体育館の屋根を補修
- 1988年8月 - 校地北側のフェンスを全面改修。運動場側の校舎の3,4階に防球ネットを設置。

## 交通
- 京阪本線 大和田駅。